# Kalendarium
Kalendarium – chronologiczny zestaw wydarzeń. Kalendaria mogą dotyczyć jakiegoś okresu czasu, dziedziny bądź wydarzeń czyjegoś życia.

## Przykłady
- Przykłady kalendariów stuleci:

| naszej ery | przed naszą erą |
| --- | --- |
| XXI • XX • XIX • XVIII • XVII XVI • XV • XIV • XIII • XII XI • X • IX • VIII • VII VI • V • IV • III • II • I | I • II • III • IV • V VI • VII • VIII • IX • X XI • XII • XIII • XIV • XV XVI • XVII • XVIII • XIX • XX XXI • XXII • XXIII • XXIV • XXV XXVI • XXVII • XXVIII • XXIX • XXX • XXXI • XXXII |

- Przykłady kalendariów tysiącleci:
  - IV tysiąclecie p.n.e. • V tysiąclecie p.n.e. • VI tysiąclecie p.n.e. • VII tysiąclecie p.n.e. • VIII tysiąclecie p.n.e. • IX tysiąclecie p.n.e. • X tysiąclecie p.n.e.